# Mamestra straminea
Mamestra straminea là một loài bướm đêm trong họ Noctuidae.